# عزلة النصرة (ذمار)

تعديل مصدري - تعديل

عزلة النصرة هي إحدى عزل مديرية الحداء في محافظة ذمار اليمنية ويبلغ تعداد سكانها 5526 نسمة حسب التعداد السكاني في اليمن لعام 2004. ومنها قرية القعاشمة والوتدة والخرابة وعموق ودار الحاجب والخرابة والمشاخرة ومريد 
وشيخ ضمان عزلة النصرة. هو الشيخ علي بن علي عبدة القعشمي ابو فضل

## روابط خارجية
- الجهاز المركزي للإحصاء بالجمهورية اليمنية
- المركز الوطني للمعلومات باليمن
- World Gazetteer:Yemen
- الدليل الشامل